# 슈퍼 패미컴 CD-ROM 어댑터

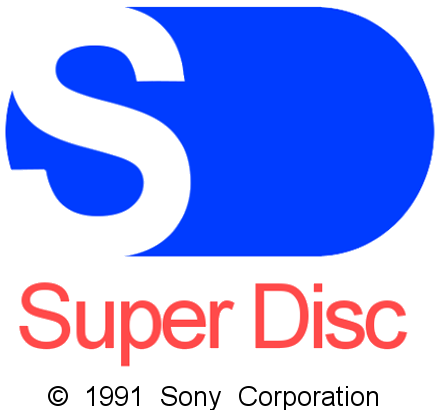
1991년부터 1993년까지 사용된 슈퍼 디스크 로고.

슈퍼 패미컴 CD-ROM 어댑터(Super Famicom CD-ROM Adapter) 또는 슈퍼 NES CD-ROM 시스템(Super NES CD-ROM, 간단히 SNES-CD)는 슈퍼 패미컴(슈퍼 닌텐도 엔터테인먼트 시스템, SNES)의 미출시된 비디오 게임 주변기기를 가리킨다. 이 애드온은 카트리지 기반 SNES의 기능에 기반하며 이는 슈퍼 디스크(Super Disc)라는 이름의 CD-ROM 기반 포맷 지원을 추가함으로써 이루어진다.
SNES-CD 플랫폼은 닌텐도와 소니의 파트너십을 통해 개발되었다. 이 플랫폼은 표준 SNES의 애드온으로서, 또 "플레이스테이션"이라는 소니의 하이브리드 콘솔로서 런칭될 예정이었다. 필립스와의 또다른 파트너십을 통해 평이 일부 좋지 않은 (SNES-CD 대신) CD-i 플랫폼용 닌텐도 테마 게임을 양산했다. 소니는 독자적으로 이후 플레이스테이션이라는 이름의 콘솔에 개발을 진척해 나갔으며 슈퍼 NES의 카트리지 기반 후계 콘솔 닌텐도 64의 주 경쟁작 역할을 했다.

## 사양
| 시스템                        | PC 엔진 CD-ROM² | 세가 CD | SNES-CD (SFX-100) |
| ----------------------------- | --------------- | ------- | ----------------- |
| CPU (MHz)                     | 7.16            | 7.61    | 3.58              |
| Co-CPU (MHz)                  | 없음            | 4       | 2.048             |
| 버스폭 (비트)                 | 8               | 16      | 8                 |
| 애드온 프로세서 (MHz)         | 없음            | 12.5    | 없음              |
| 애드온 비디오                 | 없음            | 존재    | 없음              |
| 애드온 오디오                 | CD              | ASIC+CD | CD                |
| CD-ROM 속도                   | 1x              | 1x      | 2x                |
| 메인 RAM (KB)                 | 8               | 64      | 128               |
| 비디오 RAM (KB)               | 64              | 64      | 64                |
| 오디오 RAM (KB)               | 0               | 8       | 64                |
| Exp RAM (KB)                  | 64              | 512     | 256               |
| Exp Video RAM (KB)            | 0               | 256     | 0                 |
| Exp Audio RAM (KB)            | 64              | 64      | 0                 |
| CD 캐시 RAM (KB)              | 0               | 16      | 32                |
| 세이브 데이터용 백업 RAM (KB) | 0               | 8       | 8                 |
| 전체 RAM (KB)                 | 200             | 992     | 552               |

## 같이 보기
- 패미컴 디스크 시스템
- PC 엔진
- 세가 CD
- 64DD
- 레이저액티브